# Meringopus armatus
Meringopus armatus är en stekelart som först beskrevs av Lucas 1849.  Meringopus armatus ingår i släktet Meringopus och familjen brokparasitsteklar. Inga underarter finns listade i Catalogue of Life.